# Iniciativa Nanotecnológica Nacional
La Iniciativa Nacional de Nanotecnología es un programa del gobierno federal de los Estados Unidos para la investigación y el desarrollo de ciencia, ingeniería y tecnología para proyectos a nanoescala. "El NNI sirve como el punto central de comunicación, cooperación y colaboración para todas las agencias federales dedicadas a la investigación en nanotecnología, que reúne la experiencia necesaria para avanzar en este campo amplio y complejo".  Los participantes de la iniciativa (citados a continuación) afirman que sus cuatro objetivos son:
1. avanzar al programa de investigación y desarrollo (I + D) de nanotecnología de clase mundial;
2. fomentar la transferencia de nuevas tecnologías en productos para beneficio comercial y público;
3. desarrollar y mantener recursos educativos, mano de obra calificada y la infraestructura y herramientas de apoyo para avanzar en la nanotecnología;
4. apoyar el desarrollo responsable de la nanotecnología.

## Historia
Mihail Roco propuso la iniciativa en una presentación en 1999 ante la Casa Blanca en la administración Clinton.
El presidente Bill Clinton abogó por el desarrollo de la nanotecnología. En un discurso del 21 de enero de 2000 [1] en el Instituto de Tecnología de California, Clinton declaró que "algunos de nuestros objetivos de investigación pueden tardar veinte o más años en alcanzarse, pero es precisamente por eso que hay un papel importante para el gobierno federal".
El presidente George W. Bush aumentó aún más los fondos para la nanotecnología. El 3 de diciembre de 2003 Bush promulgó la Ley de Investigación y Desarrollo de Nanotecnología del siglo XXI (Ley Pública 108-153 [2]), que autoriza gastos para cinco de las agencias participantes por un total de $ 3,63 mil millones en cuatro años. [3]. Esta ley es una autorización, no una asignación, y los créditos posteriores para estas cinco agencias no han cumplido los objetivos establecidos en la Ley de 2003. Sin embargo, hay muchas agencias involucradas en la Iniciativa que no están cubiertas por la Ley, y los presupuestos solicitados en virtud de la Iniciativa para todas las agencias participantes en los años fiscales 2006 - 2015 totalizaron más de $ 1 mil millones cada una.
En febrero de 2014, la Iniciativa Nacional de Nanotecnología publicó un Plan Estratégico que describe las metas actualizadas y las "áreas de componentes del programa" [4], "como lo requieren los términos de la Ley. Este documento reemplaza los Planes Estratégicos de NNI publicados en 2004 y 2007.
El suplemento presupuestario de NNI propuesto por la administración de Obama para el año fiscal 2015 proporciona $ 1.5 mil millones en fondos solicitados. La inversión acumulada de NNI desde el año fiscal 2001, incluida la solicitud de 2015, asciende a casi $ 21 mil millones. Las inversiones acumuladas en investigación ambiental, de salud y de seguridad relacionada con la nanotecnología desde 2005 ascienden ahora a casi $ 900 millones. Las agencias federales con las mayores inversiones son los Institutos Nacionales de Salud, la Fundación Nacional de Ciencias, el Departamento de Energía, el Departamento de Defensa y el Instituto Nacional de Estándares y Tecnología.